# Tourco sable
Teledromas fuscus, Teledromas
Genre
Espèce
Statut de conservation UICN

 LC  : Préoccupation mineure
Le Tourco sable (Teledromas fuscus), unique représentant du genre Teledromas, est une espèce de passereaux de la famille des Rhinocryptidae.

## Répartition
Cet oiseau est endémique d'Argentine.

## Classification
Le nom valide complet (avec auteur) de ce taxon est Teledromas fuscus (Sclater & Salvin, 1873).
L'espèce a été initialement classée dans le genre Rhinocrypta sous le protonyme Rhinocrypta fusca Sclater & Salvin, 1873.
Ce taxon porte en français le nom vernaculaire ou normalisé suivant : Tourco sable.
Teledromas fuscus a pour synonyme Rhinocrypta fusca Sclater & Salvin, 1873.